# Huguette Clark
Huguette Clark (Parigi, 9 giugno 1906 – New York, 24 maggio 2011) è stata una filantropa e pittrice statunitense nota per aver vissuto per oltre vent'anni reclusa in ospedale per sua scelta, lasciando vuote le sue numerose proprietà immobiliari.
La donna trascorse gran parte della sua vita fuori dalla sfera pubblica, dedicando il suo tempo alla pittura, alle arti e alla collezione di opere antiche, principalmente giocattoli e bambole. Nel 1991, dopo un breve ricovero al Doctors Hospital di Manhattan per curare un carcinoma basocellulare, decise di non tornare nelle sue proprietà ma di rimanere in ospedale per i due decenni successivi.
Alla sua morte, avvenuta nel 2011, il suo patrimonio ammontava a oltre 300 milioni di dollari, la maggior parte dei quali vennero donati in beneficenza dopo una disputa giudiziaria con dei lontani parenti.
Dalla sua vita è stato tratto il best seller Dimore vuote. La misteriosa vita di Huguette Clark e la fine di una grande fortuna (Empty Mansions: The Mysterious Life of Huguette Clark and the Spending of a Great American Fortune) di Bill Dedman, pubblicato negli Stati Uniti, in Canada, Cina, Brasile e Italia e in inglese anche nel Regno Unito e nei paesi del Commonwealth.

## Biografia

### L'infanzia
Huguette Clark nacque il 9 giugno 1906 a Parigi, in Francia. Era la seconda figlia di William A. Clark (1839-1925) e della sua seconda moglie, Anna Eugenia Clark (nata La Chapelle, 1878-1963). Suo padre era un ex senatore del Montana e imprenditore del settore minerario e ferroviario, che aveva accumulato una fortuna nelle operazioni di estrazione del rame a Butte, in Montana, e Jerome, in Arizona. Sua madre, figlia di immigrati franco-canadesi, nata e cresciuta nel Michigan, era un'aspirante cantante e musicista che conobbe William mentre viveva in una pensione a Butte. Huguette, come la madre, ebbe un'educazione cattolica, mentre il padre era protestante. 
Oltre alla sorella maggiore, Louise Amelia Andrée Clark (1902-1919), ebbe cinque fratellastri, nati dal primo matrimonio di suo padre con Katherine Louise Stauffer: Mary Joaquina Clark (1870-1939), Charles Walker Clark (1871-1933), Katherine Louise Clark (1875-1974), William Andrews Clark Jr. (1877-1934) e Francis Paul Clark (1880-1896).
Trascorse la prima infanzia in Francia con la famiglia, in un appartamento nel XVI arrondissement di Parigi. Nel 1911 si trasferirono a New York, dove studiò alla Spence School di Manhattan. La famiglia risiedeva nella William A. Clark House, il palazzo più grande di New York dell'epoca, costituito da sei piani e 121 stanze. Dopo la morte del padre, avvenuta nel 1925, Hugette e sua madre si trasferirono in un appartamento al dodicesimo piano di un palazzo della 907 Fifth Avenue.

### 1927-1987: Attività artistiche e immobiliari

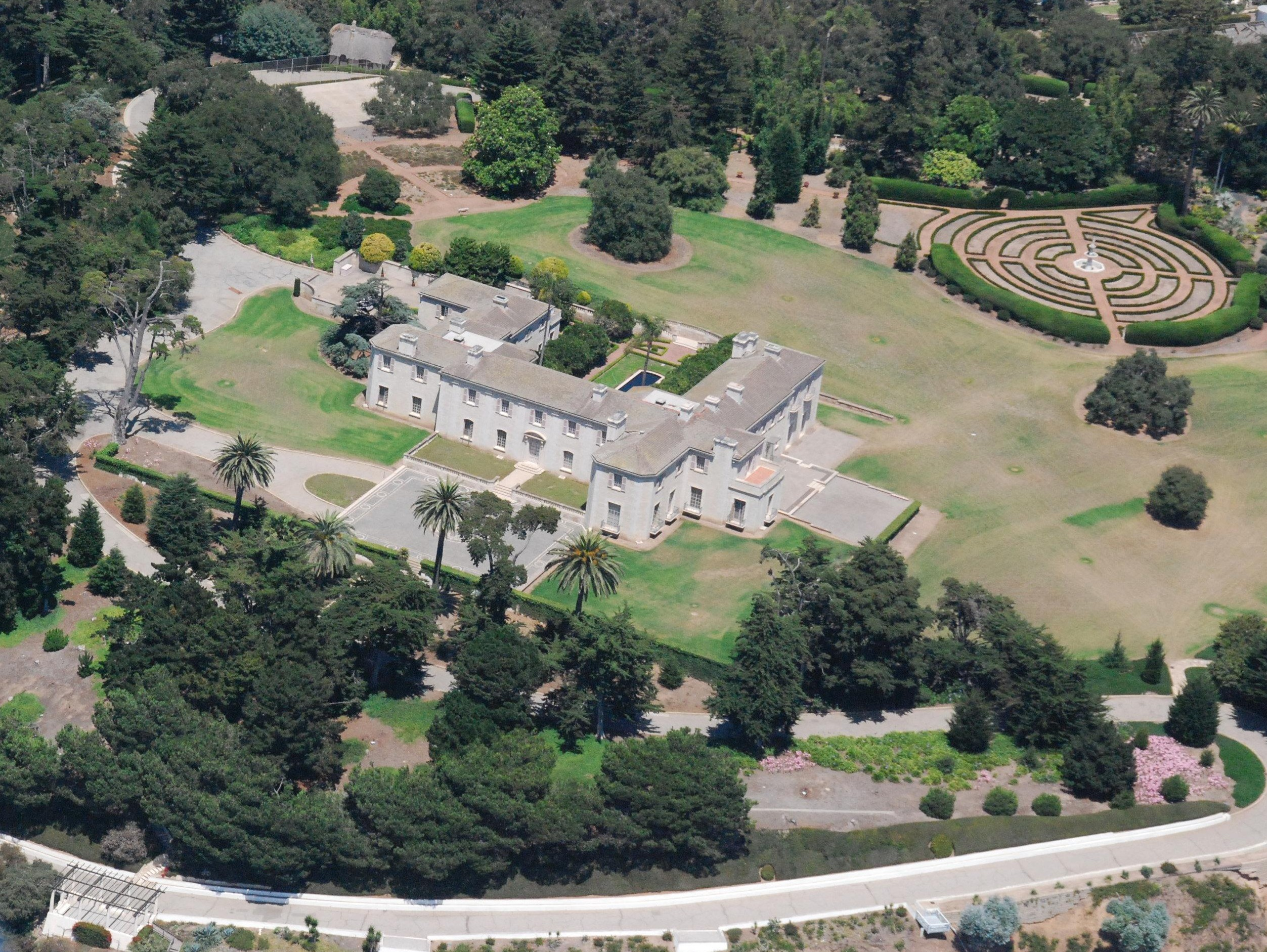
La tenuta di Bellosguardo a Santa Barbara.

Nel 1927 Huguette annunciò il suo fidanzamento con William MacDonald Gower, studente di legge laureato all'Università di Princeton, figlio di uno dei soci in affari del padre. I due si sposarono il 18 agosto 1928 a Bellosguardo, a Santa Barbara in California, nella tenuta di famiglia. La coppia si separò l'anno successivo e divorziò a Reno, in Nevada, il 12 agosto 1930.
Dopo il divorzio, la Clark tornò a vivere nell'appartamento della 907 Fifth Avenue, dove aveva vissuto con sua madre, ampliandolo fino ad ottenere 42 stanze. Continuò, assieme alla madre, a mantenere la residenza di Bellosguardo che, durante gli anni della grande depressione, venne demolita e ricostruita solo per poter dare lavoro alla gente del posto.
La Clark, che era anche musicista e pittrice, nel 1929 espose sette dei suoi dipinti alla Corcoran Gallery of Art di Washington. Era un'avida collezionista di giocattoli e bambole antiche, arrivando a collezionarne oltre 1200 per un valore superiore a due milioni di dollari. Aveva un ristretto gruppo di amici ed era diffidente con gli estranei, trascorrendo la maggior parte del suo tempo nella sua residenza, in solitudine, partecipando solo occasionalmente alle sfilate di Christian Dior a New York, per trovare ispirazione per l'abbigliamento necessario a vestire le sue bambole
Nel 1952 acquistò una grande tenuta a New Canaan nel Connecticut, denominata "Le Beau Chateau". Dopo la morte di sua madre avvenuta nel 1963, divenne ancora più solitaria. Continuò a mantenere la tenuta di Santa Barbara senza tornarci mai più, spendendo circa 40.000 dollari al mese e chiedendo al personale di conservare tutto esattamente così com'era.

### 1988-2009: Il ricovero in ospedale
Invecchiando, Huguette sviluppò una sfiducia totale nei confronti degli estranei, compresa la sua famiglia. Preferiva comunicare in francese, per evitare che altri capissero cosa diceva. Nel 1991 si ammalò e contrasse un carcinoma basocellulare. Il 26 marzo dello stesso anno venne ricoverata al Doctor Hospital di Manhattan, venendo sottoposta con successo a un intervento chirurgico. Un'infermiera annotò sulla sua cartella clinica che la donna "si comportava come una persona senza fissa dimora: senza vestiti, senza contatti con il mondo esterno, non vedeva un medico da vent'anni e cacciava le persone dalla sua stanza". 
Dopo l'operazione, Huguette decise di restare in ospedale per il resto della sua vita. Il suo medico Henry Singman l'aveva invitata più volte a tornare a casa, ma lei dichiarò di essere "perfettamente felice e contenta di rimanere nella situazione in cui si trovava", ricevendo visite da infermiere private nella sua stanza situata all'undicesimo piano e affacciata sul Central Park, pagando una retta giornaliera di 829 dollari. Durante i suoi anni di permanenza, la Clark si affezionò particolarmente all'infermiera Hadassah Peri, a cui donò oltre trenta milioni di dollari tra proprietà, regali in denaro e veicoli. 
Pur disponendo di un patrimonio netto superiore a 300 milioni di dollari, negli ultimi anni la donna non aveva più denaro contante, e vendette diverse proprietà per regalare grosse somme di denaro sia ad amici che a sconosciuti, tra cui 25.000 dollari agli operatori ospedalieri dopo che le avevano installato un televisore in camera. 

### 2010-2011: Gli ultimi anni di vita
Nel febbraio 2010 la Clark divenne oggetto di attenzioni da parte di Bill Dedman, giornalista investigativo di NBC News, che scoprì che i custodi delle sue proprietà non avevano sue notizie da decenni, e che tutte le residenze erano rimaste vuote anche se mantenute in perfetta efficienza dal personale. Alcuni suoi beni erano stati venduti di nascosto, tra cui il raro violino del 1709 La Pucelle, realizzato da Antonio Stradivari, e un dipinto di Renoir. 
Nell'agosto 2010 l'ufficio del procuratore distrettuale della contea di New York avviò un'indagine sulla gestione dei suoi affari gestiti dal suo contabile Irving Kamsler e dall'avvocato Wallace Bock. Dall'indagine emerse che Bock ricevette molto denaro dalla donna, tra cui un milione e mezzo di dollari per costruire un rifugio antiaereo in un insediamento israeliano in Cisgiordania. Cynthia Garcia, assistente legale di Bock, dichiarò che l'avvocato cercò di convincere la donna a sottoscrivere un testamento a suo favore. Nel settembre 2010 alcuni pronipoti della Clark chiesero la nomina di un tutore per gestire i suoi beni, ma la richiesta venne respinta. 

### La morte e l'eredità
Huguette Clark morì il 24 maggio 2011 al Beth Israel Medical Center di New York, due settimane prima del suo centocinquesimo compleanno. Sebbene la donna avesse chiesto di non volere un funerale, venne convocato un prete cattolico per darle l'estrema unzione. La salma venne sepolta la mattina del 26 maggio 2011 nel Woodlawn Cemetery del Bronx, senza alcuna cerimonia funebre. 
La Clark lasciò il 75% del suo patrimonio, circa trecento milioni di dollari, in beneficenza. La sua infermiera Hadassah Peri ricevette circa trenta milioni di dollari, la sua figlioccia Wanda Styka dodici milioni di dollari, e la fondazione Bellosguardo otto milioni. Altri dipendenti che gestivano le sue residenze ricevettero due milioni di dollari e l'ospedale dove morì ricevette un milione di dollari. Il suo avvocato e il suo commercialista ricevettero rispettivamente 500.000 dollari ciascuno, mentre le sue opere d'arte vennero donate alla Corcoran Gallery.
Nell'ottobre 2011 emerse che la Clark aveva firmato un altro testamento in cui dichiarava di lasciare tutte le sue proprietà alla famiglia. Diciannove lontani parenti della donna, molti dei quali non l'avevano mai conosciuta, impugnarono il testamento, accusando la sua infermiera, l'avvocato e il commercialista di aver falsificato le carte. L'ufficio del procuratore distrettuale aprì un'indagine e nel 2013 i parenti ricevettero 34 milioni di dollari.

## Eventi postumi

### Opere d'arte

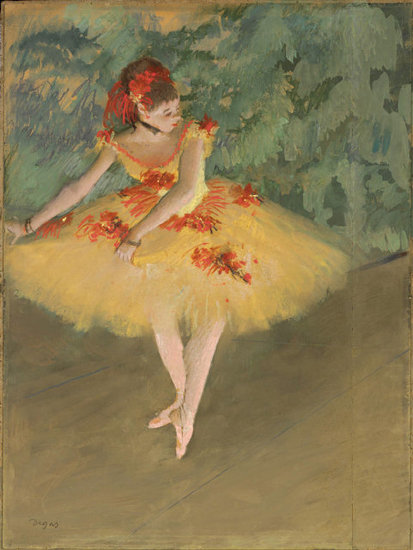
Danseuse Faisant des Pointes (1879-1880), disegno a pastello di Edgar Degas, trafugato dall'appartamento della Clark sulla Fifth Avenue.

Nel marzo 2012 è emerso che, poco dopo il ricovero del 1991, venne rubato dall'appartamento della Fifth Avenue il prezioso disegno a pastello Danseuse Faisant des Pointes di Edgar Degas e venduto alla Peter Findlay Gallery, successivamente acquisito nel 1993 dal co-fondatore e collezionista d'arte Henry W. Bloch. Il personale della galleria d'arte affermò di aver acquistato l'opera da un uomo che sosteneva di averla ereditata. Nel 2005, dopo accurate indagini, l'FBI ha confermato che il dipinto era stato effettivamente rubato. 
Con un atto di donazione del 2008 è risultato che la Clark donò il pastello, del valore di 10 milioni di dollari, al Museo Nelson-Atkins di Kansas City in Missouri, di cui Bloch era uno dei principali benefattori. Dopo la donazione, la Clark chiese che il pastello fosse prestato per tre volte in 25 anni al Corcoran Gallery of Art.
Il 17 aprile 2012, diciassette articoli della collezione personale dei gioielli della Clark sono stati venduti all'asta dalla casa d'aste Christie's. Gli acquirenti hanno pagato oltre 20 milioni di dollari per gli articoli, incluso un raro diamante rosa da 9 carati di Dreicer & Company, acquistato per oltre 17 milioni di dollari.

### Proprietà immobiliari
Nel maggio 2012 Hamad bin Jassim bin Jaber Al Thani, primo ministro del Qatar, ha tentato di acquistare gli appartamenti della 907 Fifth Avenue, ma il consiglio di amministrazione dell'edificio ha respinto la richiesta. Nel luglio 2012, uno dei tre appartamenti della 907 Fifth Avenue, l'attico 12W, è stato venduto per 25 milioni di dollari a Boaz Weinstein, speculatore e fondatore di Saba Capital Management. Questa è stata registrata come la più grande vendita della settimana per la città di New York.
Gli altri appartamenti nello stabile di proprietà della Clark sono stati venduti al finanziere Frederick J. Iseman, fondatore della società di private equity CI Capital Partners e a David Luski, presidente e amministratore delegato di DRA Advisors LLC, per un totale complessivo di 54,8 milioni di dollari. 
Nell'aprile 2014, dopo essere rimasto vuoto per oltre sessant'anni, il castello "Le Beau Chateau" di New Canaan è stato venduto allo stilista Reed Krakoff al prezzo ridotto di 14,3 milioni di dollari.

## Nella cultura di massa
Bill Dedman, giornalista investigativo, e Paul Clark Newell, Jr., lontano cugino di Huguette, hanno pubblicato nel 2014 il libro Dimore vuote. La misteriosa vita di Huguette Clark e la fine di una grande fortuna (Empty Mansions: The Mysterious Life of Huguette Clark and the Spending of a Great American Fortune), che documenta la vita dell'ereditiera e della sua famiglia. Nello stesso anno il regista Ryan Murphy ha annunciato il progetto di una trasposizione cinematografica ispirata al libro.